# مستشفى ماونت سيناي (مانهاتن)
مستشفى ماونت سيناي (بالإنجليزية: Mount Sinai Hospital، وترجمتها الحرفية: مستشفى جبل سيناء) هو واحد من أقدم وأكبر المستشفيات التعليمية في الولايات المتحدة الأمريكية. يقع في حي مانهاتن بمدينة نيويورك.
أُنشئ المستشفى سنة 1852 تحت اسم «مستشفى اليهود» (بالإنجليزية: The Jews' Hospital)‏، وافتُتح للمرضى للمرة الأولى في 5 يونيو 1855.
يرتبط المستشفى حاليًا بمدرسة طب إيكاهان في ماونت سيناي، التي افتُتحت في سبتمبر 1968. اعتبره تقرير يو إس نيوز أند ورلد عن عام 2011/2012 أفضل مستشفى في الولايات المتحدة في 12 تخصصًا.

## ريادة المستشفى
في مستشفى ماونت سيناي اكتُشف العديد من الأمراض، من بينها مرض بورغر ومتلازمة شيرغ ستراوس وداء كرون وداء تاي ساكس.
كما شهد المستشفى:
- إصدار أول كتاب دراسي في طب المسنين (1914).[5]
- تأسيس أول قسم لطب المسنين في مدارس الطب الأمريكية.[5]
- أول كتاب دراسي أمريكي في جراحة الصدر (1925).[6]
- أول زراعة كبد في ولاية نيويورك (1988).[7]
- الجمع بين العلاجين الإشعاعي والكيماوي للمرة الأولى في علاج سرطاني الثدي والمبيض.[4]
- تخليق أول لقاح مهندس وراثيًا (للإنفلونزا) (1969).[8]
- اكتشاف الصلة بين السجائر والأسبستوس وبين السرطان.[4]
- اكتشاف الجين المسؤول عن متلازمة مارفان.
- استخدام البلاتين للمرة الأولى في الولايات المتحدة لعلاج سرطان المبيض.[9]
- إجراء أول غسيل كلوي في الولايات المتحدة (1948).[10]
- تأسيس أول وحدة كلى اصطناعية في مدينة نيويورك.[11]
- إجراء أول نقل دم لجنين.

## أطباء وعلماء بارزون
- أبراهام جاكوبي (1830 ـ 1919): طبيب أطفال ألماني، هو أول وآخر طبيب أجنبي المولد يتولى رئاسة الجمعية الطبية الأمريكية.
- بريل برنارد كرون (1884 ـ 1983): طبيب جهاز هضمي، كان من أوائل من وصفوا داء كرون، الذي حمل اسمه فيما بعد.[12]
- جاكوب شيرغ[13]
- جوناس سولك: مبتكر لقاح شلل الأطفال، عمل طبيبًا بمستشفى ماونت سيناي عقب تخرجه.[14]
- فالنتين فوستار كارويا
- لوته شتراوس[13]
- ساداو أوتاني[15]
- مايكل هايدلبرغر

## وصلات خارجية
- الموقع الرسمي للمستشفى (بالإنجليزية)